# Bauhaus

A Staatliches Bauhaus, comumente conhecida como Bauhaus, foi uma escola de arte vanguardista na Alemanha. A Bauhaus foi uma das maiores e mais importantes expressões do que é chamado Modernismo no design e na arquitetura, sendo a primeira escola de design do mundo.

O emblema da Bauhaus, desenhado por Oskar Schlemmer, foi adoptado em 1922.

A escola foi fundada por Walter Gropius em 12 de Abril de 1919, a partir da reunião da Escola do Grão-Duque para Artes Plásticas. A intenção primária era fazer da Bauhaus uma escola combinada de arquitetura, artesanato, e uma academia de artes, e isso acabou sendo a base de muitos conflitos internos e externos que se passaram ali. A maior parte dos trabalhos feitos pelos alunos nas aulas-oficina foi vendida durante a Segunda Guerra Mundial. A Bauhaus tinha sido grandemente subsidiada pela República de Weimar. Após uma mudança nos quadros do governo, em 1925 a escola mudou-se para Dessau, cujo governo municipal naquele momento era de esquerda. Uma nova mudança ocorre em 1932, para Berlim, devido à perseguição do recém-implantado governo nazista. Em 1933, após uma série de perseguições por parte do governo nazista, a Bauhaus é fechada, também por ordem do governo. Os nazistas opuseram-se à Bauhaus durante a década de 1920, bem como a qualquer outro grupo que não seguisse sua orientação política. A escola foi considerada uma frente comunista, especialmente porque muitos artistas russos trabalhavam ou estudavam ali. Escritores nazistas como Wilhelm Frick e Alfred Rosenberg clamavam directamente que a escola era "anti-Germânica," e desaprovavam o seu estilo modernista. Contudo, a Bauhaus teve impacto fundamental no desenvolvimento das artes e da arquitetura do ocidente europeu, e também dos Estados Unidos, Israel e Brasil nas décadas seguintes — para onde se encaminharam muitos artistas exilados pelo regime nazista. A Cidade Branca de Tel Aviv, em Israel, que contém um dos maiores espólios de arquitetura Bauhaus em todo o Mundo, foi classificada como Património Mundial em 2003. A escola Bauhaus também influenciou imensamente a América do Sul, tendo como seu principal representante o arquiteto Oscar Niemeyer. A jovem capital brasileira, Brasília, foi projetada em 1957 sob as tendências modernas e funcionalistas inauguradas pelo bauhasianismo. Todo o plano-piloto, incluindo tanto os edifícios residenciais quanto as construções públicas, são exemplos e ícones desta arte, em sua excelência.
O principal campo de estudos da Bauhaus era a arquitetura (como fica implícito até pelo seu nome), e procurou estabelecer planos para a construção de casas populares baratas por parte da República de Weimar. Mas também havia espaço para outras expressões artísticas: a escola publicava uma revista chamada Bauhaus e uma série de livros chamados Bauhausbücher. O diretor de publicações e design era Herbert Bayer.

## Projeto de ensino

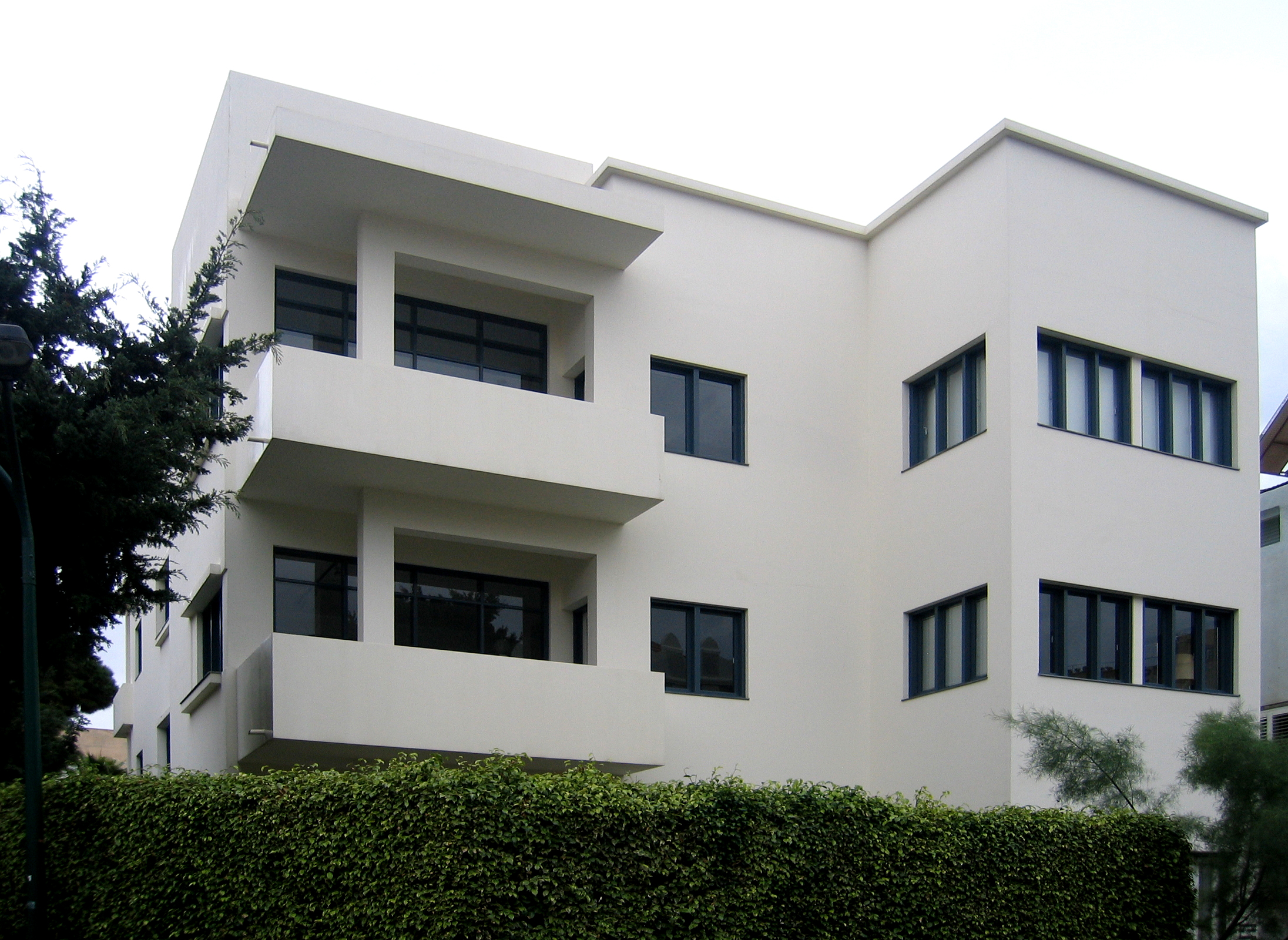
Museu Bauhaus em Tel Aviv.

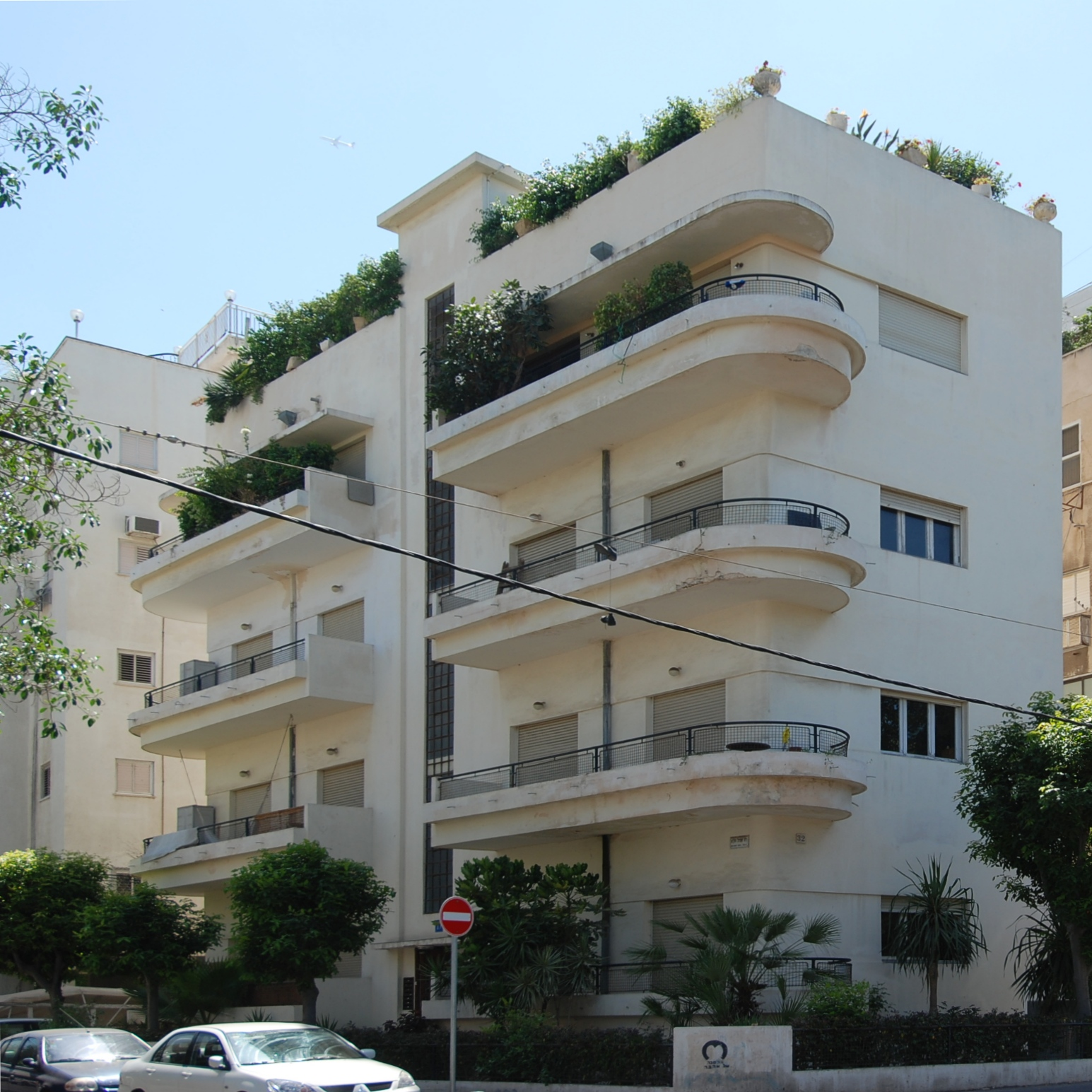
Prédio na Cidade Branca de Tel Aviv, a maior concentração de prédios Bauhaus do mundo.

Apesar de ter passado por diversas alterações em seu perfil de ensino à medida que a direção da escola evoluía, a Bauhaus, de uma forma geral, acreditava que os seus próprios métodos de ensino  deveriam estar relacionados às suas propostas de mudanças nas artes e no design. Um dos objetivos principais da Bauhaus era unir artes, produzir artesanato e tecnologia. A máquina era valorizada, e a produção industrial e o desenho de produtos tinham lugar de destaque.
O Vorkurs — literalmente curso preparatório — era um curso exigido a todos os alunos e ministrado nos moldes do que é o moderno curso de Desenho Básico, fundamental em escolas de arquitetura por todo o mundo. Não se ensinava história na Bauhaus durante os primeiros anos de aprendizado, porque acreditava-se que tudo deveria ser criado por princípios racionais ao invés de ser criado por padrões herdados do passado. Só após três ou quatro anos de estudo o aluno tinha aulas de história, pois assim não iria influenciar suas criações.

## Bauhaus e o Modernismo Alemão
Após a derrota da Alemanha na Primeira Guerra Mundial e o estabelecimento da República de Weimar, um espírito liberal renovado permitiu um surto de experimentação radical em todas as artes, que havia sido suprimido pelo antigo regime. Muitos alemães de visão de esquerda foram influenciados pela experimentação cultural que se seguiu à Revolução Russa, como o construtivismo. Essas influências podem ser exageradas: Gropius não compartilhava essas visões radicais e disse que Bauhaus era totalmente apolítica. Foi tão importante a influência do designer inglês do século 19 William Morris (1834-1896), que argumentou que a arte deveria atender às necessidades da sociedade e que não deveria haver distinção entre forma e função. Assim, o estilo Bauhaus, também conhecido como Estilo internacional, era marcado pela ausência de ornamentação e pela harmonia entre a função de um objeto ou edifício e seu design.

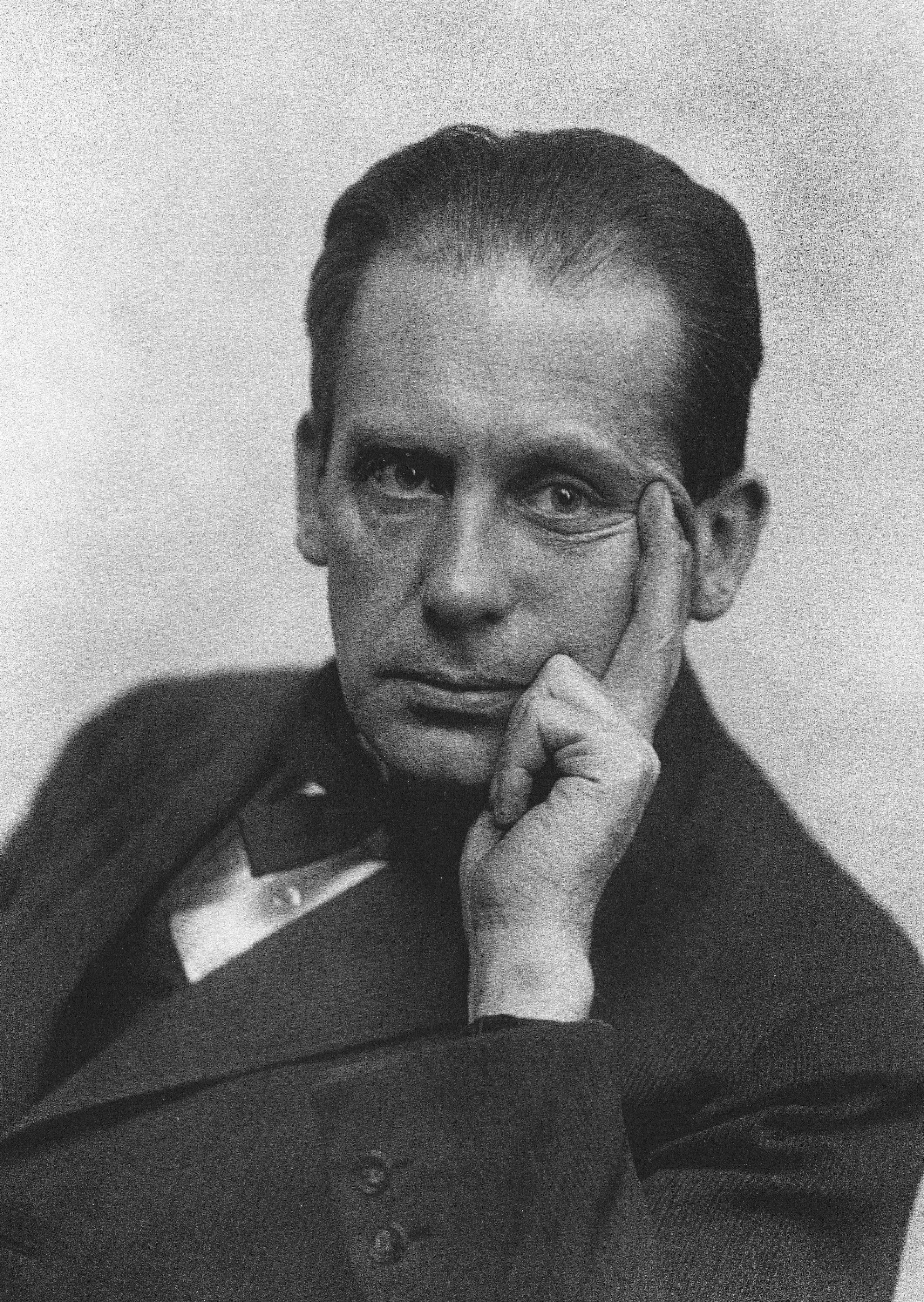
Fundador de Bahaus Walter Gropius (1883–1969)

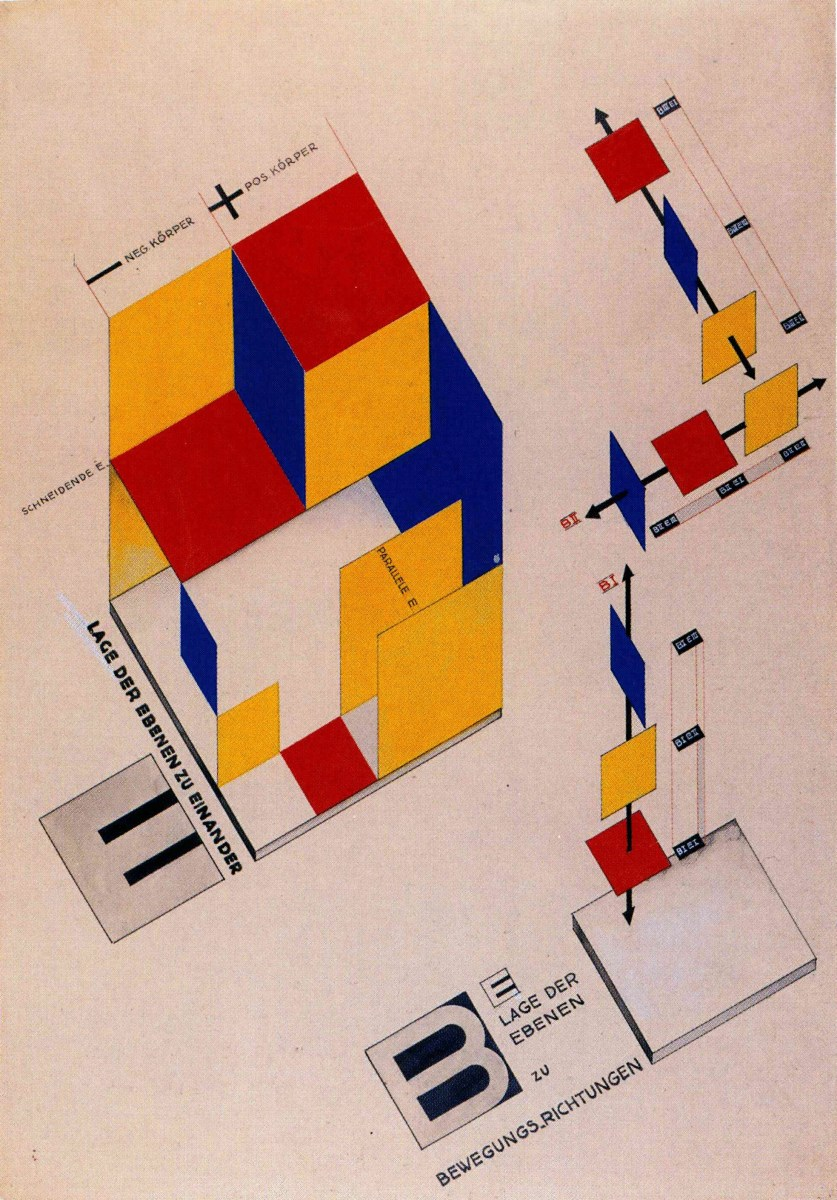
Cenografia Mecânica por Joost Schmidt, 1925

No entanto, a influência mais importante em Bauhaus foi o modernismo, um movimento cultural cujas origens remontam à década de 1880 e que já havia feito presença na Alemanha antes da Guerra Mundial, apesar do conservadorismo prevalecente. As inovações de design comumente associadas a Gropius e a Bauhaus (as formas radicalmente simplificadas, a racionalidade e funcionalidade e a ideia de que a produção em massa era reconciliável com o espírito artístico individual) já estavam parcialmente desenvolvidas na Alemanha antes da Bauhaus ser fundada. A organização de designers nacionais alemães Deutscher Werkbund foi formada em 1907 por Hermann Muthesius para aproveitar os novos potenciais da produção em massa, com o objetivo de preservar a competitividade económica da Alemanha com a Inglaterra. Em seus primeiros sete anos, a Werkbund passou a ser considerada o órgão competente em questões de design na Alemanha e foi copiada em outros países. Muitas questões fundamentais de artesanato contra a produção em massa, a relação entre utilidade e beleza, o propósito prático da beleza formal em um objeto comum e se uma única forma adequada poderia existir ou não, foram discutidas entre seus 1.870 membros (em 1914).
O modernismo arquitetónico alemão era conhecido como Neues Bauen. Começando em junho de 1907, o trabalho pioneiro de Design industrial de Peter Behrens para a companhia elétrica alemã AEG integrou com sucesso a arte e a produção em massa em grande escala. Ele projetou produtos de consumo, peças padronizadas, criou designs de linhas simples para os gráficos da empresa, desenvolveu uma identidade corporativa consistente, construiu o marco modernista da AEG Turbine Factory e fez uso total de materiais recém-desenvolvidos, como concreto derramado e aço exposto. Behrens foi um membro fundador da Werkbund, e tanto Walter Gropiuse como Adolf Meyer trabalharam para ele neste período.
Bauhaus foi fundada numa época em que o zeitgeist alemão passara do Expressionismo emocional para a prática Nova Objetividade. Um grupo de arquitetos ativos, incluindo Erich Mendelsohn, Bruno Taut e Hans Poelzig, abandonou a experimentação fantasiosa e se voltou para a construção racional, funcional, às vezes padronizada. Além da Bauhaus, muitos outros arquitetos de língua alemã importantes na década de 1920 responderam às mesmas questões estéticas e possibilidades materiais da escola. Eles também responderam à promessa de uma "moradia mínima" escrita na nova Constituição de Weimar. Ernst May, Bruno Taut e Martin Wagner, entre outros, construíram grandes blocos habitacionais em Frankfurt e Berlim. A aceitação do design modernista na vida cotidiana foi o assunto de campanhas publicitárias, exposições públicas bem-frequentadas como a propriedade de Weissenhof, filmes e, às vezes, acirrado debate público.

### Bauhaus e Vkhutemas
Artigo principal: Vkhutemas
A Vkhutemas, uma escola técnica e de arte estatal russa fundada em 1920 em Moscovo, foi comparada a Bauhaus. Fundada um ano após a escola de Bauhaus, a Vkhutemas tem paralelos próximos a Bauhaus em sua intenção, organização e escopo. As duas escolas foram as primeiras a treinar artistas-designers de uma maneira moderna. Ambas as escolas foram iniciativas patrocinadas pelo estado para fundir o artesanato tradicional com a tecnologia moderna, com um curso básico em princípios estéticos, cursos de teoria da cor, desenho industrial e arquitetura. Vkhutemas era uma escola maior do que a Bauhaus, mas foi menos divulgada fora da União Soviética e, consequentemente, é menos conhecida no Ocidente.
Com o internacionalismo da arquitetura e design modernos, houve muitas trocas entre os Vkhutemas e a Bauhaus. O segundo diretor da Bauhaus, Hannes Meyer, tentou organizar um intercâmbio entre as duas escolas, enquanto Hinnerk Scheper, de Bauhaus, colaborou com vários membros da Vkhutein no uso da cor na arquitetura. Além disso, o livro de El Lissitzky, Rússia: uma Arquitetura para a Revolução Mundial, publicado em alemão em 1930, apresentava várias ilustrações de projetos Vkhutemas / Vkhutein ali.

## História de Bauhaus

### Weimar

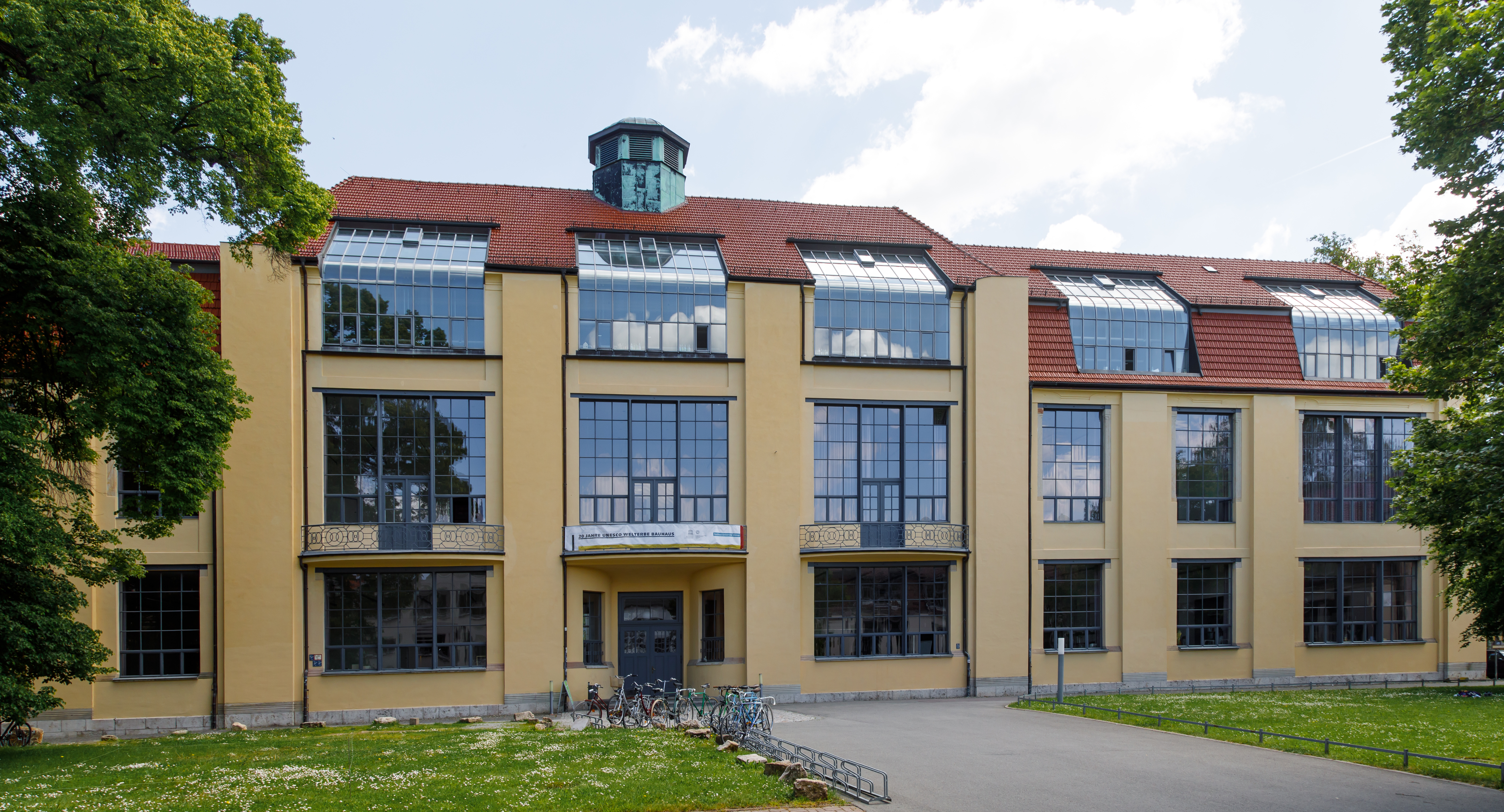
O edifício principal da Bauhaus-University Weimar. Construído entre 1904 e 1911 e projetado por Henry Van de Velde para abrigar o estúdio de escultores na Escola de Arte Grand Ducal Saxon, foi declarado Património Mundial da UNESCO em 1996.

A escola foi fundada por Walter Gropius em Weimar a 1 de abril de 1919, como uma fusão da Academia Saxônica Grão-Ducal de Belas Artes e a Escola Saxônica Grande Ducal de Artes e Ofícios para um departamento de arquitetura recém-afiliado. As suas raízes estão na escola de artes e ofícios fundada pelo Grão-Ducado de Saxe-Weimar-Eisenach em 1906 e dirigida pelo arquiteto belga Art Nouveau Henry Van de Velde. Quando van de Velde foi forçado a renunciar em 1915 por ser belga, ele sugeriu Gropius, Hermann Obrist e August Endell como possíveis sucessores. Em 1919, após os atrasos causados pela Primeira Guerra Mundial e um longo debate sobre quem deveria chefiar a instituição e os significados socioeconómicos de uma reconciliação das artes plásticas com as artes aplicadas (uma questão que permaneceu definidora ao longo da existência da escola), Gropius foi nomeado diretor de uma nova instituição que integra os dois, chamada Bauhaus. No panfleto para uma exposição de abril de 1919 intitulada Exhibition of Unknown Architects, Gropius proclamou seu objetivo como sendo "criador de uma nova classe de artesãos, sem as distinções de classe que levantam uma barreira arrogante entre artesão e artista." O neologismo de Gropius Bauhaus faz referência à construção e à Bauhütte, uma classe pré-moderna de pedreiros. A intenção inicial era que a Bauhaus fosse uma combinação de escola de arquitetura, escola de artesanato e academia de artes. O pintor suíço Johannes Itten, o pintor germano-americano Lyonel Feininger e o escultor alemão Gerhard Marcks, junto com Gropius, compunham o corpo docente da Bauhaus em 1919. No ano seguinte, suas fileiras haviam crescido para incluir o pintor, escultor e designer alemão Oskar Schlemmer que dirigiu a oficina de teatro, e o pintor suíço Paul Klee, ingressou em 1922 pelo pintor russo Wassily Kandinsky. Um ano tumultuado na Bauhaus, 1922 também viu a mudança do pintor holandês Theo van Doesburg para Weimar para promover De Stijl ("O Estilo"), e uma visita à Bauhaus pelo artista construtivista russo e arquiteto El Lissitzky.

## Nomes ligados à Bauhaus

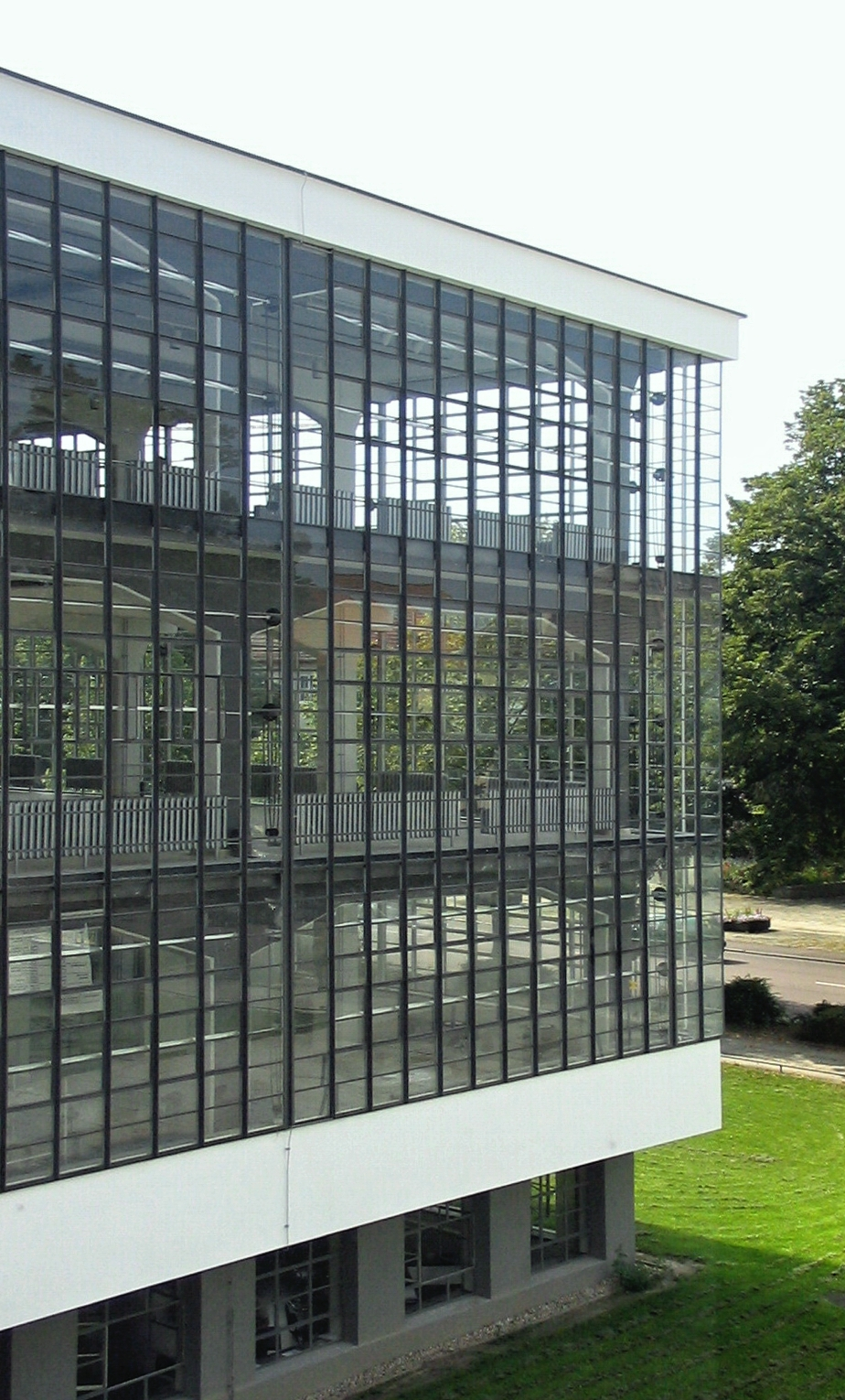

Alguns artistas e professores da Bauhaus:
- Walter Gropius
- Mies Van Der Rohe
- Wassily Kandinsky
- Johannes Itten
- Josef Albers
- Lyonel Feininger
- Alma Siedhoff-Buscher
- Anni Albers
- Marcel Breuer
- Paul Klee
- Gerhard Marks
- László Moholy-Nagy
- Georg Muche
- Hinnerk Scheper
- Oskar Schlemmer
- Joost Schmidt
- Lothar Schreyer
- Gunta Stölzl
- Dörte Helm
- Marianne Brandt
- Dietmar Starke
- Omar Akbar
- Christian Dell